# Giovanni Diodati
Giovanni Diodati (ur. 6 czerwca 1576 w Genewie, zm. 3 października 1649 tamże) – szwajcarski teolog kalwiński, profesor teologii na Uniwersytecie Genewskim, autor tłumaczenia Biblii na język włoski (1603).

## Życiorys
Jego rodzice – włoska szlachta – pochodzili z Lukki, skąd musieli uciekać do Szwajcarii z powodu wyznawania protestantyzmu. W wieku 21 lat Diodati został wykładowcą języka hebrajskiego na Uniwersytecie Genewskim z rekomendacji rektora Teodora de Bèze. W 1606 Diodati został mianowany profesorem teologii, w 1608 – duchownym w Genewie, a w następnym roku następcą Teodora de Bèze jako rektor uniwersytetu.
Był słynnym kaznodzieją, wyróżniającym się śmiałością i darem przekonywania. Z tego powodu został wysłany z misją do Włoch, gdzie udało mu się pozyskać dla reformacji m.in. Paolo Sarpi, a w 1614 został wysłany do Francji.
W latach 1618–1619 wziął udział w Synodzie w Dordrecht, gdzie był jednym z sześciu teologów-protokolantów. Jako obrońca czystości doktryny kalwinizmu przyczynił się do potępienia arminianizmu. Zajmował się głównie tłumaczeniami Biblii oraz pisaniem traktatów teologicznych i pism polemicznych. Przetłumaczył także na francuski dzieło Sarpiego Historia Soboru trydenckiego oraz Edwina Sandysa Raport o stanie religii na Zachodzie. W 1645 zrezygnował z pracy na uczelni.

## Dzieła
- Jego największym osiągnięciem jest przetłumaczenie całości Biblii z języków oryginalnych: hebrajskiego i greckiego na język włoski (wydana w latach 1603 i 1607).
- Przetłumaczył Biblię także na język francuski w 1644.
- Annotationes in Biblia (Uwagi o tłumaczeniu Biblii) (1607).
- De fictitio Pontificiorum Purgatorio (O wymyślonym przez papieży czyśćcu) (1619).
- De justa secessione Reformatorum ab Ecclesia Romana (O słusznym wystąpieniu reformatorów z Kościoła Rzymskiego) (1628).
- De Antichristo (O Antychryście) i inne.